# Кирюшкинский сельсовет
Кирюшкинский сельсовет — сельское поселение в Бугурусланском районе Оренбургской области Российской Федерации.
Административный центр — село Кирюшкино.

## История
9 марта 2005 года в соответствии с законом Оренбургской области № 1895/321-III-ОЗ образовано сельское поселение Кирюшкинский сельсовет, установлены границы муниципального образования.

## Население
| 2010  | 2012  | 2013  | 2014  | 2015  | 2016  | 2017  |
| ----- | ----- | ----- | ----- | ----- | ----- | ----- |
| 1843  | ↘1827 | ↗1838 | ↘1815 | ↗1838 | ↘1823 | ↘1817 |
| 2018  | 2019  | 2020  | 2021  |       |       |       |
| ↘1795 | ↘1745 | ↘1700 | ↗1713 |       |       |       |

## Состав сельского поселения
| № | Населённый пункт | Тип населённого пункта       | Население |
| - | ---------------- | ---------------------------- | --------- |
| 1 | Баймаково        | село                         | 623       |
| 2 | Кирюшкино        | село, административный центр | 713       |
| 3 | Муравейник       | посёлок                      | 56        |
| 4 | Нуштайкино       | село                         | 451       |